# Esquire (magazine)
Pour les articles homonymes, voir Esquire.
Esquire, créé en 1933, est un magazine mensuel pour hommes publié par Hearst Corporation. Aux États-Unis, il devient célèbre lorsqu'il publie d'importantes figures littéraires, comme Ernest Hemingway et Francis Scott Fitzgerald. En 2004, il est vendu à 116 000 exemplaires pour une audience d'environ 700 000 lecteurs.

## Description

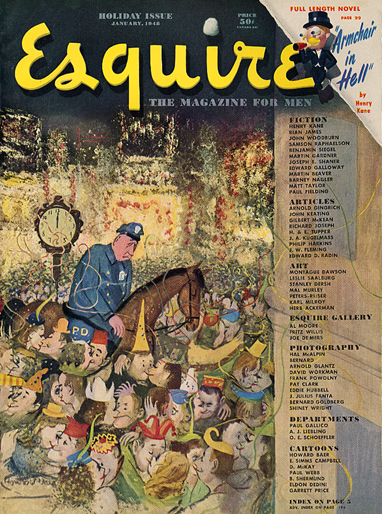
Couverture du numéro de janvier 1948.

Le magazine s'adresse à une clientèle financièrement aisée. Comprenant des photos dites de charme, il est un mélange de mode masculine, d'articles sur l'économie et sur les nouvelles technologies. Ses pages sont complétées par des critiques de films et de livres, tout comme des articles pratiques.

## Historique

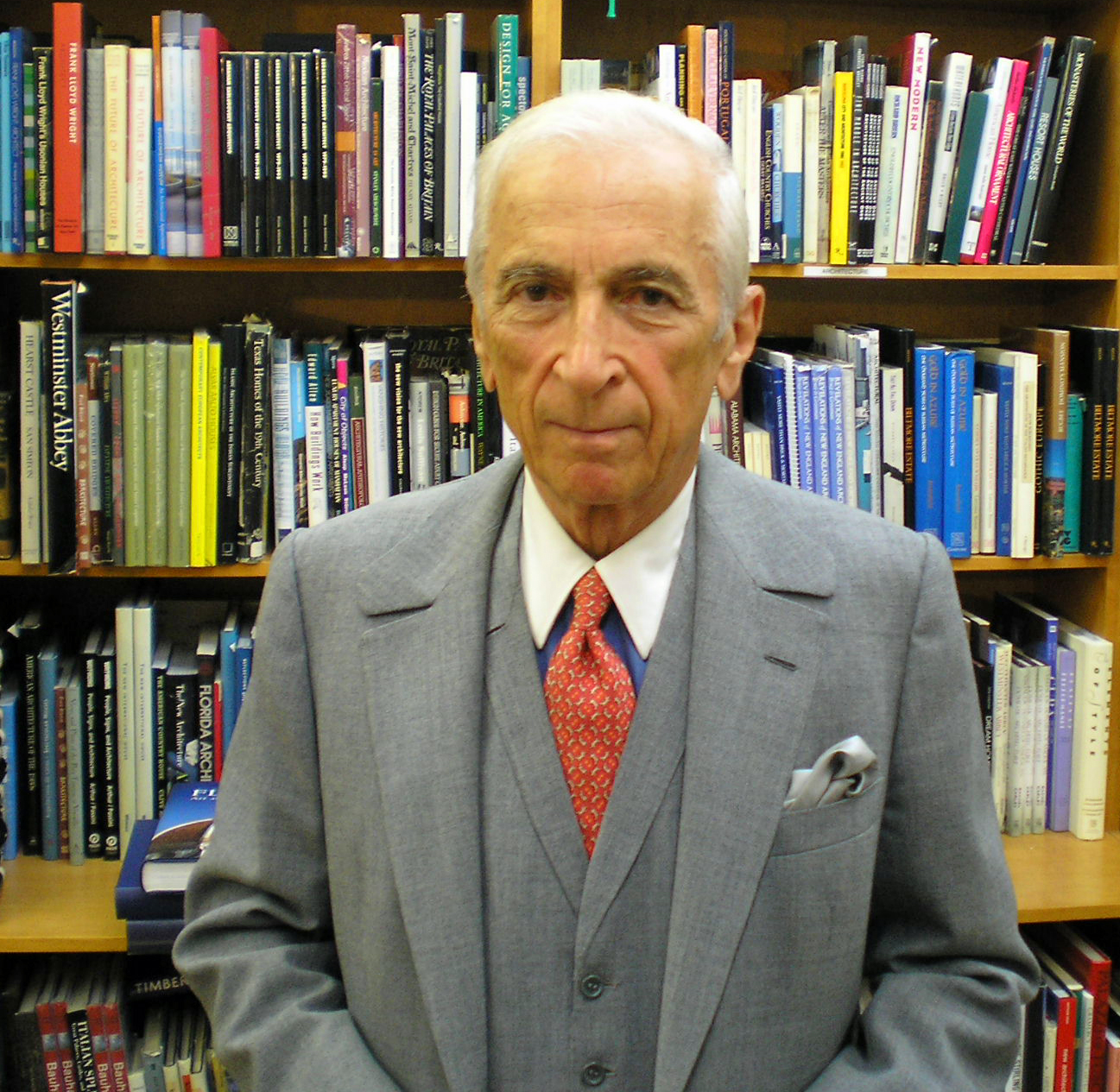
Gay Talese.

Il est créé en octobre 1933. Dans les années 1940, sa popularité aux États-Unis augmente lorsqu'il publie des peintures d'Alberto Vargas qui mettent en vedette des pin-up . Dans les années 1960, il publie John Sack, Tom Wolfe, Norman Mailer, Tim O'Brien et Gay Talese, figures de proue du nouveau journalisme aux États-Unis.
Depuis plusieurs années, le magazine a un concours annuel intitulé Dubious Achievement Awards, lequel liste les évènements curieux ou cocasses survenus durant l'année. Le texte est écrit en ordre inverse, au contraire de la plupart des pages humoristiques : le mot de la fin survient en premier et le texte en dessous explique l'évènement. Plusieurs compétiteurs ont repris cette formule. Une farce récurrente est celle où Richard Nixon, pris en photo, rigole et la légende demande : « Pourquoi cet homme rit-il ? » (traduction libre de « Why is this man laughing? »).

## Femme la plus sexy selonEsquire Magazine
Depuis 2004, Esquire décerne le titre de « Femme vivante la plus sexy » ((en) Sexiest Woman Alive), sur le modèle du titre concurrent de l'Homme le plus sexy (décerné par People Magazine), décerné depuis 1985.
S'agissant d'un magazine publié aux États-Unis, est considérée selon Esquire comme femme la plus sexy, généralement une américaine, ou une célébrité internationale ayant effectué une part significative de sa carrière en Amérique : il s'agit souvent d'une actrice ayant joué à Hollywood.
| Date | Nomination         | Age | Note                |
| ---- | ------------------ | --- | ------------------- |
| 2004 | Angelina Jolie     | 29  |                     |
| 2005 | Jessica Biel       | 23  |                     |
| 2006 | Scarlett Johansson | 21  | plus jeune nommée   |
| 2007 | Charlize Theron    | 32  |                     |
| 2008 | Halle Berry        | 42  | nommée la plus âgée |
| 2009 | Kate Beckinsale    | 36  |                     |
| 2010 | Minka Kelly        | 30  |                     |
| 2011 | Rihanna            | 23  |                     |
| 2012 | Mila Kunis         | 29  |                     |
| 2013 | Scarlett Johansson | 28  | seconde nomination  |
| 2014 | Penelope Cruz      | 40  |                     |
| 2015 | Emilia Clarke      | 29  |                     |

### Sources
- « O: The Oprah Magazine, Esquire make gains », article de Matthew Flamm diffusé sur le site NewYorkBusiness.com le 8 février 2004.